# ویژگی شخصیتی
صفات شخصیتی ویژگی‌های دایمی می‌باشند که شخص در بیشتر مواقع آن‌ها را از خود نشان می‌دهد. معمولاً صفات شخصیتی از رفتار استنباط می‌گردد.
شخصیت از حدود سه سالگی به تدریج تثبیت می‌شود و تا پنجاه سالگی به سفت شدن ادامه می‌دهد. از پنجاه سالگی به بعد به تدریج پخته می‌شود یا جا می‌افتد، چون شعور بیشتر مردم بیشتر و اخلاقشان بهتر می‌شود.